# 245年
| 千纪： | 1千纪                                                                                           |
| 世纪： | 2世纪 \| 3世纪 \| 4世纪                                                                         |
| 年代： | 210年代 \| 220年代 \| 230年代 \| 240年代 \| 250年代 \| 260年代 \| 270年代                       |
| 年份： | 240年 \| 241年 \| 242年 \| 243年 \| 244年 \| 245年 \| 246年 \| 247年 \| 248年 \| 249年 \| 250年 |
| 纪年： | 乙丑年（牛年）；曹魏正始六年；蜀汉延熙八年；东吴赤烏八年                                        |

## 各国领袖

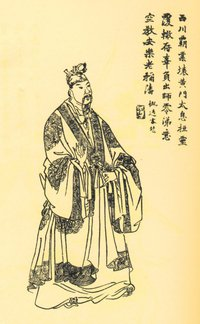
刘禅

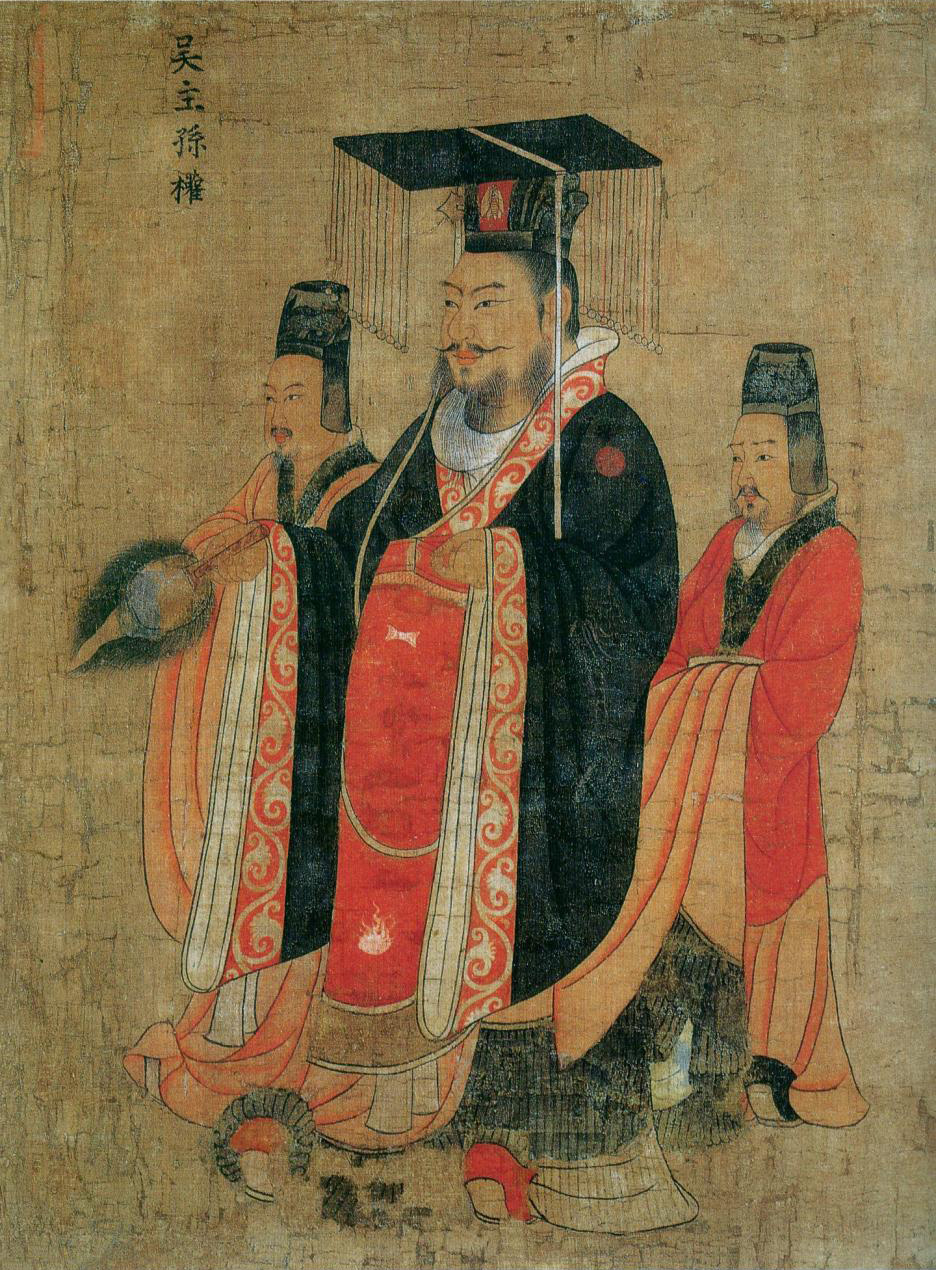
孙权

### 亞洲
- 中國（三国）
  - 蜀漢皇帝：后主刘禅（223年－263年）
  - 曹魏皇帝：魏齐王曹芳（239年－254年）
    - 曹魏大将军、录尚书事曹爽（239年－249年）

  - 孙吴皇帝：吴大帝孙权（222年－252年）
- 拓跋部 - 拓跋力微, 鲜卑大人（219年－277年）
- 日本- 神功皇后（攝政，200年－270年）
- 朝鲜半岛（朝鲜三国）
  - 百济 - 古尔王，百济王 （234年－286年）
  - 伽耶 - 居登王，伽耶君主（199年－259年）
  - 高句丽 - 东川王，高句丽王（227年－248年）
  - 新罗 - 助贲尼師今，新罗王（230年－247年）
- 泰米尔哲罗王朝 - Ilamcheral Irumporai（241年－257年）
- 亚美尼亚- 梯里达底二世（英语：Tiridates II of Armenia）, 亚美尼亚王（217年－252年）
- 伊比利亚 - 巴库一世（英语：Bacurius I of Iberia），伊比利亚国王（234年－249年）
- 贵霜帝国 - 婆什色迦（英语：Vāsishka），贵霜君主（240年－250年）
- 波斯萨珊王朝 - 沙普尔一世，波斯国王（241年－272年）
- 印度笈多王朝 - 室利笈多（英语：Gupta (king)），笈多国王（240年－280年）

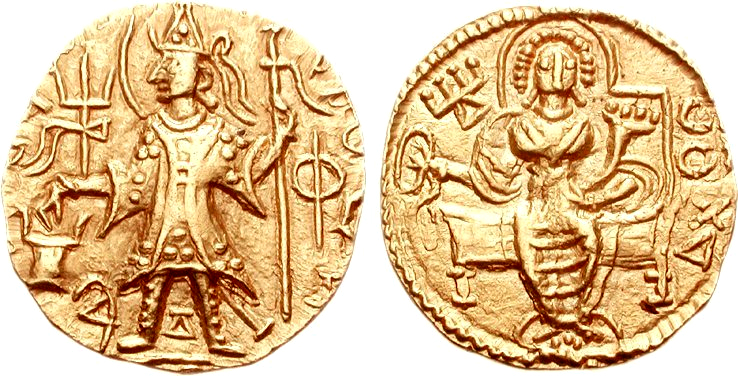
婆什色迦

### 欧洲

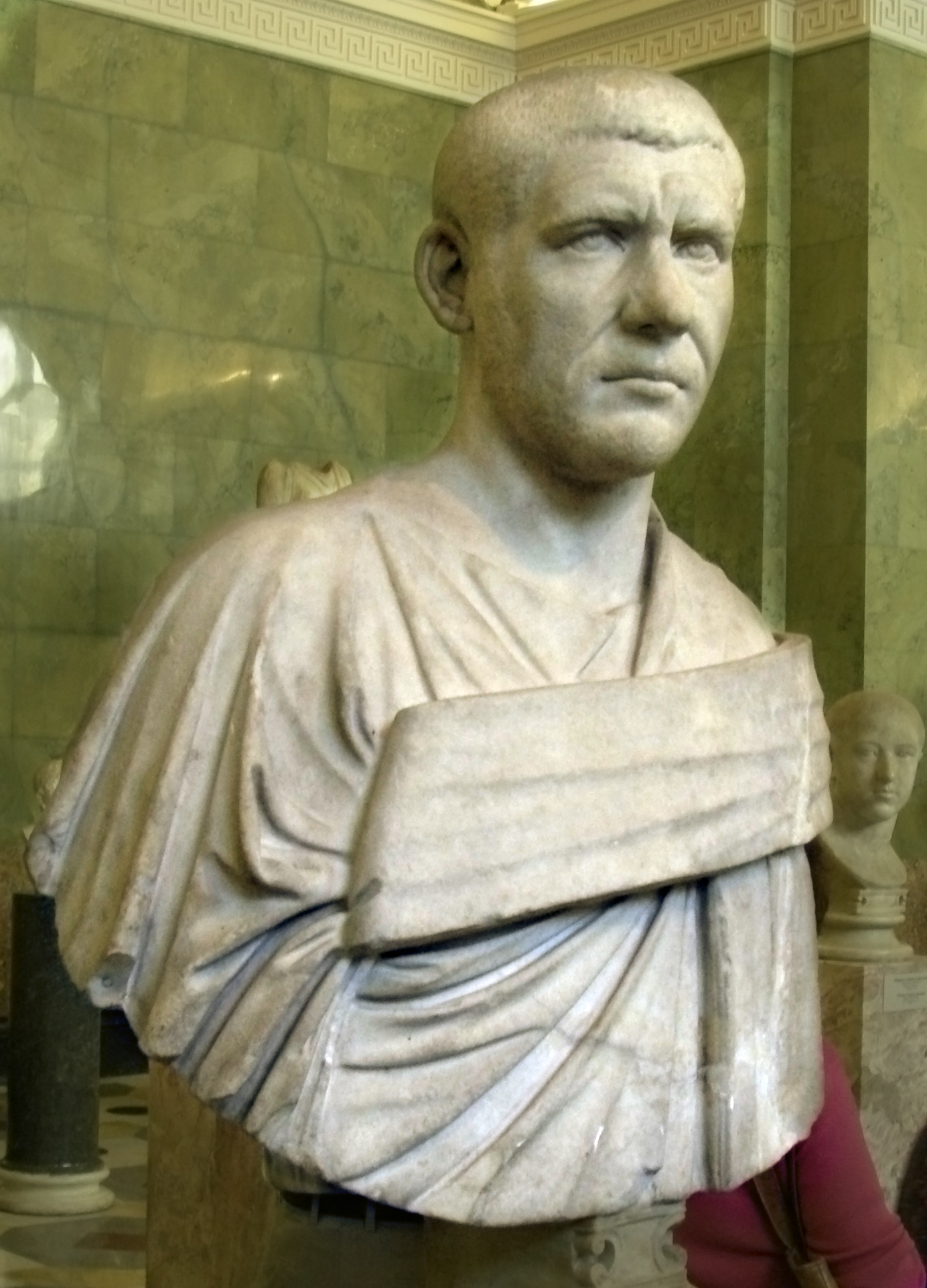
阿拉伯人菲利普

- 罗马帝国 - 阿拉伯人菲利普（244年－249年）

### 非洲
- 库施王朝 - 不知名国王，（225年－246年）

## 逝世
- 吾粲，東吳大臣。
- 陸遜，東吳大臣（183年出生，62岁）。
- 趙儼，曹魏大臣（171年出生，74岁）。